# 哈德威克 (喬治亞州鮑德溫縣)
哈德威克（英語：Hardwick）是位於美國喬治亞州鮑德溫縣的一個人口普查指定地區。

## 地理
哈德威克的座標為33°03′09″N 83°14′14″W / 33.05250°N 83.23722°W，而該地最高點為海拔高度112米（即367英尺）。

## 人口
根據2010年美國人口普查的數據，哈德威克的面積為12.60平方千米，當中陸地面積為12.60平方千米，而水域面積為0.00平方千米。當地共有人口3930人，而人口密度為每平方千米311人。